# Dave Kwakman
Dave Kwakman (Volendam, 7 augustus 2004) is een Nederlands voetballer die als middenvelder speelt voor AZ.

## Carrière
Dave Kwakman werd geboren in Volendam, waar hij op een paar huizen afstand van Joey Veerman woonde. In 2015 maakte Dave de overstap van de jeugd van RKAV Volendam naar de jeugd van AZ. In 2021 tekende hij hier zijn eerste contract, tot medio 2024. Hij debuteerde in het betaald voetbal voor Jong AZ op 5 september 2022, in de met 3-1 gewonnen thuiswedstrijd tegen FC Dordrecht. Hij kwam in de 80e minuut in het veld voor Soulyman Allouch. In zijn eerste seizoen in de Eerste divisie speelde hij zestien wedstrijden, vooral invalbeurten. Ook maakte hij deel uit van het team van AZ wat in 2023 de UEFA Youth League won. In de met 5-0 gewonnen finale tegen Hajduk Split speelde hij de hele wedstrijd.
Hij debuteerde voor het eerste elftal van AZ op 20 augustus 2023, tegen RKC Waalwijk. Vanaf het seizoen 2024/25 zat hij wisselend bij de selecties van AZ en Jong AZ. Hij mocht in oktober en november van 2024 invallen tegen Tottenham Hotspur FC en Galatasaray SK in de UEFA Europa League. Tegen Fenerbahçe SK speelde hij de hele wedstrijd.

### FC Groningen
In januari 2025 werd Kwakman verhuurd aan FC Groningen. Hij maakte op 25 januari zijn debuut tegen sc Heerenveen (1-0). Hij kwam in de 84e minuut in de ploeg voor Johan Hove. Op 15 februari scoorde hij zijn eerste doelpunt tegen Willem II (3-1).

### Statistieken
| Seizoen                    | Club           | Land           | Competitie     | Competitie | Competitie | Beker | Beker | Overig | Overig | Totaal | Totaal |
| Seizoen                    | Club           | Land           | Competitie     | Wed.       | Dlp.       | Wed.  | Dlp.  | Wed.   | Dlp.   | Wed.   | Dlp.   |
| -------------------------- | -------------- | -------------- | -------------- | ---------- | ---------- | ----- | ----- | ------ | ------ | ------ | ------ |
| 2022/23                    | Jong AZ        | Nederland      | Eerste divisie | 16         | 0          | –     | –     | –      | –      | 16     | 0      |
| 2023/24                    | Jong AZ        | Nederland      | Eerste divisie | 28         | 1          | –     | –     | –      | –      | 28     | 1      |
| 2023/24                    | AZ             | Nederland      | Eredivisie     | 3          | 0          | 0     | 0     | 0      | 0      | 3      | 0      |
| 2024/25                    | AZ             | Nederland      | Eredivisie     | 5          | 0          | 2     | 0     | 3      | 0      | 10     | 0      |
| 2024/25                    | Jong AZ        | Nederland      | Eerste divisie | 10         | 0          | –     | –     | –      | –      | 10     | 0      |
| 2024/25                    | → FC Groningen | Nederland      | Eredivisie     | 5          | 1          | 0     | 0     | 0      | 0      | 5      | 1      |
| Carrièretotaal             | Carrièretotaal | Carrièretotaal | Carrièretotaal | 67         | 2          | 2     | 0     | 3      | 0      | 72     | 2      |
| Bijgewerkt op 4 maart 2025 |                |                |                |            |            |       |       |        |        |        |        |